# 大人的事情
大人的事情是為了避免直接傳達真實事情，或是不方便明言時，用來迴避問題的隱語。可能指長輩的行為、成年人的行為。例如「大人的事情，小孩不要管」
、「大人的事情我們很難介入」、「這是大人的事情，還是交給大人處理」。
在日语中，「大人的事情」（日语：／ otona no jijyō */?）一詞用來委婉說明因為利害關係、內部紛擾、禁忌、醜聞等不方便公諸於世的事情。日語在中文多譯作理由、原因。這種表現方式亦被使用於大眾媒體。